# Мухаммед Махмуд-паша
Мухаммед Махмуд-паша (араб. محمد محمود باشا‎; 4 апреля 1878, Эль-Бадари Египет — 31 января 1941, Каир) — египетский политический и государственный деятель, соучредитель Либерально-конституционной партии Египта, Дважды премьер-министр Королевства Египет в 1928—1929 и 1938—1939 годы, министр при королях Фуаде I и  Фаруке I.

## Биография
Родился в богатой египетской семье помещиков. Получил образование в Асьюте, Каире, окончил Баллиол-колледж  Оксфордского университета. Изучал право в Сорбонне.
С 1907 года активно участвовал в политической деятельности. Был членом партии  Вафд. В марте 1919 года был интернирован англичанами на о. Мальта , а затем на Сейшельских островах вместе с другими лидерами Вафда, в том числе Саадом Заглулом и Исмаилом Сидки, все были вскоре освобождены после массовых социальных протестов против их изоляции. В 1921 году вышел из Вафда. В 1922 году вместе с Адлимом Якином основал Либерально-конституционную партию, в 1929 году был заместителем председателя партии.
Занимал различные административные должности, работал губернатором Файюма и района Суэцкого канала. Министр транспорта (1926—1927),  финансов (1927—1928 и 1938), министр внутренних дел (1928—1929 и 1937—1938 годах). 
С 27 июня 1928  по 4 октября 1929 года и с 29 декабря 1937 по 18 августа 1939 года занимал пост премьер-министра египетского королевства.
Участвовал в подписании Англо-египетского договора (1936).